# Discours de Marbourg

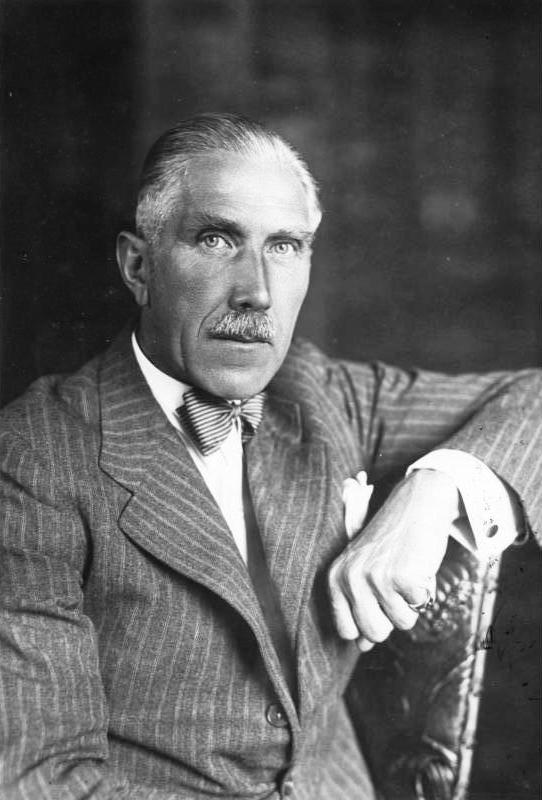
Photographie de Franz von Papen (en 1936).

Le discours de Marbourg (Marburger Rede en allemand) est une allocution faite par le vice-chancelier allemand Franz von Papen à l'université de Marbourg le 17 juin 1934. Elle est considérée comme la dernière intervention publique contre le nazisme d'un important homme politique à l'époque du Troisième Reich.

## Histoire
Papen, encouragé par le président de la République Paul von Hindenburg, s'exprime publiquement sur les excès du régime nazi, à la montée au pouvoir duquel il avait lui-même contribué dix-sept mois plus tôt, lorsque Adolf Hitler devint chancelier de l'Allemagne. Le discours de Marbourg est prononcé devant un auditoire de 600 personnes, notables locaux, professeurs et étudiants de l'Université. Sous un écran de fumée de propos prudents et alambiqués louangeurs pour Hitler, il appelle à la fin des violences de la SA, dénonce le risque d'une « seconde révolution » et préconise un retour à la légalité et la liberté.
Le discours a été rédigé par l'un des proches conseillers de Papen, Edgar Julius Jung, avec l’aide d'Herbert von Bose, secrétaire personnel de Papen, et du chef de l'Action catholique Erich Klausener. Son écriture a nécessité des mois de travail et aurait été remis, au dernier moment, dans les mains de Papen, pour qu’il n’ait pas d’autre solution que de le lire intégralement sans apporter de correction. Le groupe d'auteurs avait pris la précaution de tirer des milliers d'exemplaires par l'imprimerie Germania et de distribuer des copies aux correspondants de presse.
Il est prononcé dans le Landgrafenhaus, un des bâtiments de l'université de style 1920 néo-rococo, plus précisément dans la principale salle de conférence. La salle, sous le nom de « salle 101 », existe toujours avec son mobilier d'origine. Le bâtiment appartient désormais à la faculté de droit. Il n'y a pas de plaque commémorative ou tout autre renseignement concernant ce discours.
Le discours, une fois prononcé, rend Adolf Hitler furieux. Son ministre de la Propagande Joseph Goebbels tente d'en éviter la publication, perquisitionne l'imprimeur Germania et confisque les exemplaires restants. Mis en colère par le blocage de la publication de son discours, Papen insiste sur le fait qu'il parle au nom du président Hindenburg et menace de présenter sa démission du cabinet Hitler, après avoir promis d'informer Hindenburg de la suppression de son discours.
Deux semaines plus tard, au cours de la Nuit des longs couteaux, Hitler, sous l'influence principalement de Göring et Himmler, et ayant saisi la menace sous-jacente contenue dans le discours de Papen (le risque de rupture avec la droite conservatrice), fait assassiner par la SS et la Gestapo nombre de ses opposants politiques au sein du parti ou non, parmi lesquels les trois rédacteurs du discours, Jung, Bose et Klausener. Le bureau de Papen est saccagé ; lui-même n'est pas tué mais placé en résidence surveillée. Papen présente sa démission de son poste de vice-chancelier ; celle-ci est acceptée une fois la purge terminée. Néanmoins, il continue de servir l'Allemagne nazie en tant que diplomate jusqu'en 1944.